# أغسطس ر. إلوود
أغسطس ر. إلوود هو سياسي أمريكي، ولد في 18 أكتوبر 1819، وتوفي في 10 يونيو 1881. نشط حزبياً في الحزب الجمهوري. وقد انتخب عضو مجلس ولاية نيويورك ‏.